# Beauvoisin, Drôme
Beauvoisin är en kommun i departementet Drôme i regionen Auvergne-Rhône-Alpes i sydöstra Frankrike. Kommunen ligger i kantonen Buis-les-Baronnies som tillhör arrondissementet Nyons. År 2022 hade Beauvoisin 143 invånare.

## Befolkningsutveckling
Antalet invånare i kommunen Beauvoisin
Referens:INSEE